# Francis J. Grandon
Francis "Frank" J. Grandon (1879 – 11 de julio de 1929) fue un director, actor y guionista cinematográfico de nacionalidad estadounidense. Activo en la época del cine mudo, a lo largo de su carrera actuó en casi 100 filmes, dirigiendo más de un centenar. 

## Biografía
Nacido en Chicago, Illinois, poco se sabe de los primeros años Grandon salvo que fue miembro de la compañía de Jessie May Hall en 1895, actuando con la Opera House en Portsmouth (Ohio), y que llegó a Los Ángeles en 1902, posiblemente formando parte de una compañía itinerante de teatro de repertorio.
Debutó en el cine como actor, siendo su primer film Lucky Jim (1909), un cortometraje dirigido por David W. Griffith y producido por American Mutoscope and Biograph Company. En Biograph, Grandon siguió actuando hasta 1912, casi siempre bajo la dirección de Griffith. En 1912 dejó Biograph, abandonando casi totalmente la interpretación. A partir de entonces inició una nueva carrera, la de director, debutando como tal con All a Mistake, un corto producido por Independent Moving Pictures.
Grandon también trabajó para Selig Polyscope. Para esta productora dirigió en 1913 el serial The Adventures of Kathlyn, protagonizado por Kathlyn Williams. Fue el segundo serial cinematográfico jamás rodado, pero entró en la historia del cine por instaurar el sistema del cliffhanger, dejando al espectador al final del episodio con la necesidad de ver el siguiente a fin de saber cómo continúa la historia. Grandon rodó otras películas con Kathlyn Williams, una actriz muy popular por sus papeles en el género de aventuras. En 1916 dirigió un nuevo The Adventures of Kathlyn, esta vez en formato largometraje, y en el cual actuaba el mismo elenco del serial.
A lo largo de su trayectoria, Grandon trabajó para numerosos estudios, entre ellos American Mutoscope and Biograph Company, Selig Polyscope, Independent Moving Pictures, y Lubin Manufacturing Company. Su última película Scarlet and Gold (1925), fue un western que rodó en Oregón para una pequeña compañía independiente.
Francis J. Grandon falleció en 1929 en Los Ángeles, California, tras sufrir una serie de ictus a lo largo de varios años. En 1925 Grandon desapareció durante varias semanas, hasta que el director cinematográfico Webster Cullison le localizó en un hospital de Portland, Oregón, recuperándose de su primer ictus. En el momento de su muerte Grandon se encontraba casado con Helen S. Grandon, nativa de Indiana y 18 años menor que él, con la que había contraído matrimonio hacia 1920. El funeral del cineasta se celebró en el LeRoy Bagley Mortuary de Hollywood Boulevard. En su obituario, se llamaba a Frank Grandon "el padre de los seriales cinematográficos", y se reconocía su trabajo como mentor de muchas jóvenes estrellas cinematográficas.

## Filmografía seleccionada

### Actor
| - Lucky Jim, de David W. Griffith (1909) - The Light That Came, de David W. Griffith (1909) - Two Women and a Man, de David W. Griffith (1909) - The Dancing Girl of Butte, de D.W. Griffith (1910) - The Call, de D.W. Griffith (1910) - The Honor of His Family, de D.W. Griffith (1910) - The Cloister's Touch, de D.W. Griffith (1910) - The Woman from Mellon's, de D.W. Griffith (1910) - The Course of True Love, de D.W. Griffith (1910) - The Duke's Plan, de D.W. Griffith (1910) - One Night and Then, de D.W. Griffith (1910) - The Englishman and the Girl, de D.W. Griffith (1910) - His Last Burglary, de D.W. Griffith (1910) - Taming a Husband, de D.W. Griffith (1910) - The Newlyweds, de D.W. Griffith (1910) - The Thread of Destiny, de D.W. Griffith (1910) - In Old California, de D.W. Griffith (1910) - The Man, de D.W. Griffith (1910) - The Love of Lady Irma, de Frank Powell (1910) - Faithful, de D.W. Griffith (1910) - Gold Is Not All, de D.W. Griffith (1910) - His Last Dollar, de D.W. Griffith (1910) - A Rich Revenge, de D.W. Griffith (1910) - The Way of the World, de D.W. Griffith (1910) - Up a Tree, de D.W. Griffith y Frank Powell (1910) - The Gold Seekers, de D.W. Griffith (1910) - Love Among the Roses, de D.W. Griffith (1910) - An Affair of Hearts, de D.W. Griffith y Frank Powell (1910) - Ramona, de D.W. Griffith (1910) - A Knot in the Plot, de D.W. Griffith (1910) - The Impalement, de D.W. Griffith (1910) - The Purgation, de D.W. Griffith (1910) - A Child of the Ghetto, de D.W. Griffith (1910) - In the Border States, de D.W. Griffith (1910) - The Face at the Window, de D.W. Griffith (1910) - The Marked Time-Table, de D.W. Griffith (1910) - A Midnight Cupid, de D.W. Griffith (1910) - What the Daisy Said, de D.W. Griffith (1910) - Serious Sixteen, de D.W. Griffith (1910) - The Call to Arms, de D.W. Griffith (1910) - Unexpected Help, de D.W. Griffith (1910) - An Arcadian Maid, de D.W. Griffith (1910) - Her Father's Pride, de D.W. Griffith (1910) - The House with Closed Shutters, de D.W. Griffith (1910) - The Usurer, de D.W. Griffith (1910) - Wilful Peggy, de D.W. Griffith (1910) - The Modern Prodigal, de D.W. Griffith (1910) - Muggsy Becomes a Hero, de Frank Powell (1910) - Little Angels of Luck, de D.W. Griffith (1910) | - A Mohawk's Way, de D.W. Griffith (1910) - In Life's Cycle, de D.W. Griffith (1910) - The Oath and the Man, de D.W. Griffith (1910) - Rose O'Salem Town, de D.W. Griffith (1910) - Examination Day at School, de D.W. Griffith (1910) - The Iconoclast, de D.W. Griffith (1910) - That Chink at Golden Gulch, de D.W. Griffith (1910) - The Broken Doll, de D.W. Griffith (1910) - The Message of the Violin, de D.W. Griffith (1910) - Simple Charity, de D.W. Griffith (1910) - Sunshine Sue, de D.W. Griffith (1910) - The Song of the Wildwood Flute, de D.W. Griffith (1910) - Happy Jack, a Hero, de Frank Powell (1910) - The Golden Supper, de D.W. Griffith (1910) - White Roses, de D.W. Griffith y Frank Powell (1910) - His Wife's Sweethearts, de Frank Powell (1910) - His Trust, de D.W. Griffith (1911) - Fate's Turning , de D.W. Griffith (1911) - The Poor Sick Men, de D.W. Griffith y Frank Powell (1911) - A Wreath of Orange Blossoms, de D.W. Griffith y Frank Powell (1911) - Heart Beats of Long Ago, de D.W. Griffith (1911) - What Shall We Do with Our Old?, de D.W. Griffith (1911) - The Diamond Star, de D.W. Griffith (1911) - The Lily of the Tenements, de D.W. Griffith (1911) - Comrades, de Dell Henderson y Mack Sennett (1911) - Was He a Coward?, de D.W. Griffith (1911) - Teaching Dad to Like Her, de D.W. Griffith y Frank Powell (1911) - The Lonedale Operator, de D.W. Griffith (1911) - The Spanish Gypsy, de D.W. Griffith (1911) - The Chief's Daughter, de D.W. Griffith (1911) - Madame Rex, de D.W. Griffith (1911) - A Knight of the Road, de D.W. Griffith (1911) - The Two Sides, de D.W. Griffith (1911) - In the Days of '49, de D.W. Griffith (1911) - The New Dress, de D.W. Griffith (1911) - Enoch Arden: Part I, de D.W. Griffith (1911) - Enoch Arden: Part II, de D.W. Griffith (1911) - The Primal Call, de D.W. Griffith (1911) - Fighting Blood, de D.W. Griffith (1911) - The Thief and the Girl, de D.W. Griffith (1911) - Bobby, the Coward, de D.W. Griffith (1911) - The Indian Brothers, de D.W. Griffith (1911) - The Last Drop of Water, de D.W. Griffith (1911) - The Blind Princess and the Poet, de D.W. Griffith (1911) - Swords and Hearts, de D.W. Griffith (1911) - A Beast at Bay, de D.W. Griffith (1912) - The Bank Cashier, de Francis J. Grandon (1912) - Forgetting, de Hobart Henley (1914) |

### Director
| - All a Mistake (1912) - The Rose of California (1912) - The Call of the Drum (1912) - Better Than Gold (1912) - The Tankville Constable (1912) - The Baby (1912) - Squnk City Fire Company (1912) - The Dove and the Serpent (1912) - A Melodrama of Yesterday (1912) - On the Shore (1912) - The Return of Captain John (1912) - The Divine Solution (1912) - The Two Gun Sermon - The New Ranch Foreman - The Bank Cashier - A Trustee of the Law - The Physician of Silver Gulch - In the Service of the State - The Sheriff's Mistake (1912) | - The Surgeon - Ranch Mates - A Lucky Fall - Bar K Foreman - The Girl and the Gambler (1913) - The Engraver - The Love of Penelope (1913) - I Hear Her Calling Me (from the Heart of Africa) - The Young Mrs. Eames (1913) - The Conscience Fund (1913) - When May Weds December (1913) - The Cipher Message (1913) - The Adventures of Kathlyn (1913) - Bringing Up Baby (1914) - The Lure of the Windigo (1914) - The Adventures of Kathlyn (1916) - Playing with Fire (1916) - The Voice That Led Him (1917) - Scarlet and Gold (1925) |

### Guionista
| - The Return of Captain John, de Francis J. Grandon (1912) - Over the Divide (1912) - The New Ranch Foreman - When May Weds December | - The Fifth Man - Four Minutes Late - The Lure of Heart's Desire |

### Productor
- Wiggs Takes the Rest Cure, de Francis J. Grandon (1914)